# حاث
الحاث أو المُحث (الاسم العلمي Inducer)، مركب ذو وزن جزيئي منخفض، أو عامل طبيعي يتربط ببروتين قامع (كابت) لإنتاج مركب لايستطيع مواصلة الارتباط بالمشغل. وبهذا فإن وجود الحاث يقلب التعبير عن المورث (جين) الذي يتحكم فيه المشغل.